# رازی (جوین)
رازی، روستایی ادغام‌شده از چهار روستای قزلقارشی، قارزی، بحرآباد و بیسجرد است از توابع بخش مرکزی و در شهرستان جوین استان خراسان رضوی ایران. 

## جمعیت
این روستا در دهستان مرکزی قرار داشته و بر اساس سرشماری سال ۱۳۹۰ جمعیت آن ۵۰۰۰ نفر (۱٬۲۷۰ خانوار)
بوده‌است.